# Bičochvost šestipruhý
Bičochvost šestipruhý (Takydromus sexlineatus) je druh ještěrky z rodu Takydromus, vyskytující se především v jihovýchodní Asii.

## Výskyt
Bičochvost šestipruhý představuje široce rozšířený druh, jehož areál výskytu sahá od Indie přes jižní Čínu směrem jižně až do Vietnamu, Laosu, Kambodže, Thajska, poloostrovní Malajsie a některých ostrovů Malajského souostroví, včetně Bornea, Jávy a Sumatry. Rozlišují se dva poddruhy bičochvosta šestipruhého, a sice T. s. sexlineatus a T. s. ocellatus; dá se však očekávat, že jde ve skutečnosti spíše o druhový komplex. Pozoruhodná je špatně vysvětlitelná absence bičochvostů z centrálních a jižních oblastí pevninské Malajsie a Singapuru. Jejich populace chybí rovněž na Filipínách.
Přirozeným habitatem bičochvostů jsou travnatá stanoviště, dobře se přizpůsobili i narušeným územím. Žijí až do nadmořské výšky zhruba 2 260 metrů.

## Popis
Bičochvost šestipruhý představuje dlouhou a štíhlou ještěrku s nápadně dlouhým ocasem. Ačkoli dosahuje celkové velikosti až 36 cm, na hlavu a tělo připadá sotva čtvrtina z této délky. Rovněž hlava je značně protáhlá, s nejméně dvojnásobnou délkou oproti její šířce. Kromě hlavových štítků jsou všechny šupiny těla, končetin a ocasu kýlovité. Ocas může v případě ohrožení bičochvost odvrhnout – i u něj se tedy objevuje schopnost autotomie. Zbarvení je hnědavé, na spodních partiích zelenavé, někdy se světlými skvrnkami na bocích. Přes tělo se táhne několik světlých pruhů, které slouží jako maskovací vzor ve vysoké trávě.

## Chování
Bičochvost šestipruhý představuje denní a značně aktivní druh ještěrky, která se dovede obratně a hbitě pohybovat ve vysoké trávě. Během šplhu bičochvostům slouží prodloužený ocas jako balanční orgán, při pohybu na zemi naopak přitisknou končetiny k tělu a pomocí drsných šupin se dovedou značnou rychlostí „plazit“ podrostem. Jejich kořistí se stávají různé druhy drobných bezobratlých, někdy se svedou i vztyčit a vrhnout se na létající hmyz.
Snůška činí 2 až 3 vajíčka (10–11 × 6–7 mm). Inkubační doba činí 47–62 dní, čerstvě vylíhnutá mláďata měří asi 23 mm.

## Ohrožení
Ačkoli může být bičochvost šestipruhý místně vystaven ztrátě vhodného prostředí a lovu pro obchod se zvířaty, tyto hrozby nejsou příliš vážné a Mezinárodní svaz ochrany přírody tento druh pokládá za málo dotčený. Populační trend je zřejmě stabilní.